# Plaza de la Administración
La Plaza de la Administración es un espacio urbano a manera de paseo peatonal ubicado entre el Palacio Municipal de Guayaquil y la Universidad de las Artes, en las calles Clemente Ballén y Pichincha. Esta plaza contiene una serie de esculturas y espacios de recreación. Fue inaugurada el 27 de diciembre de 2002.

## Descripción

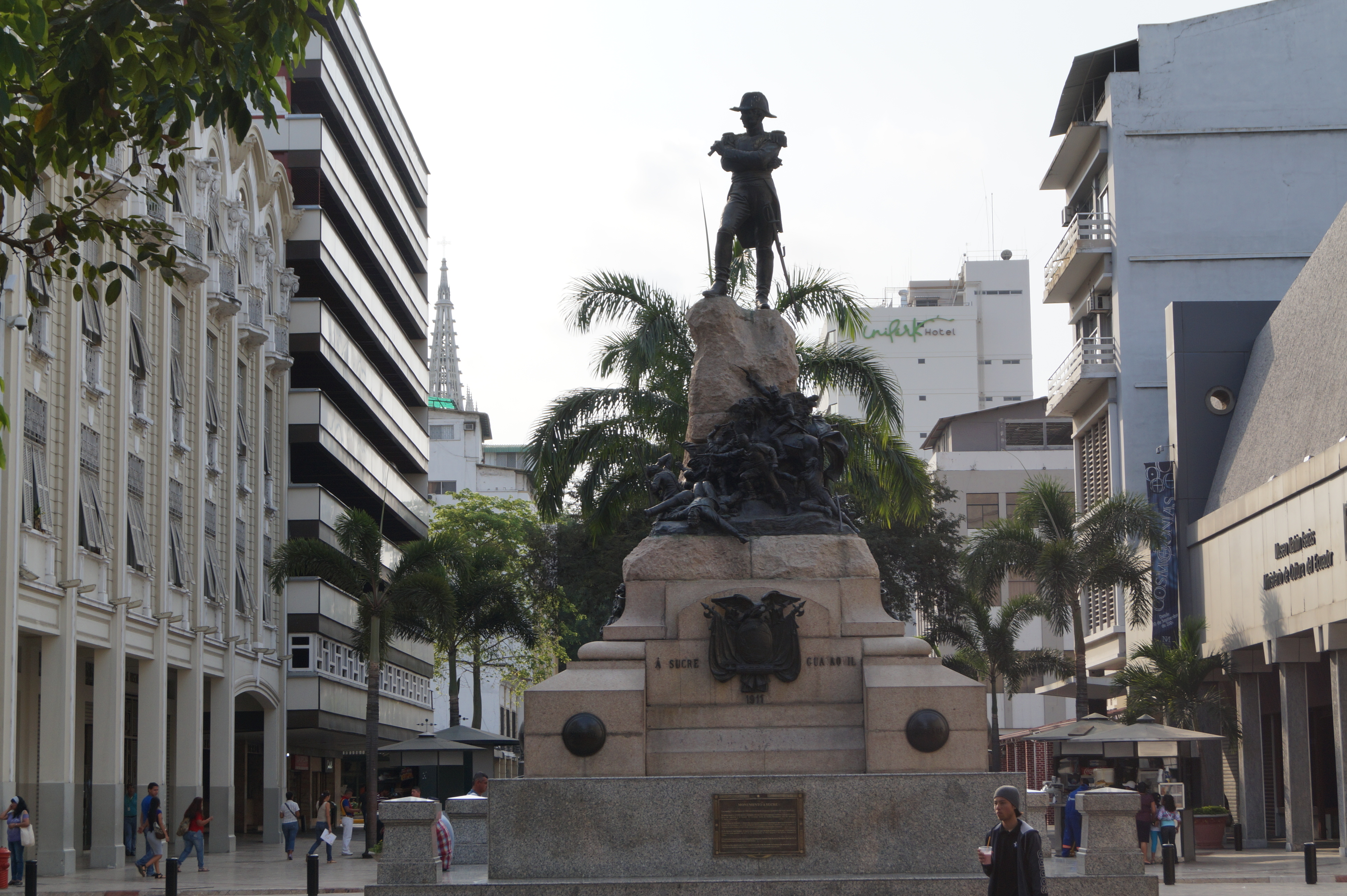
Monumento a Sucre en la Plaza de la Administración

En esta plaza se encuentran los siguientes atractivos:
- Palacio Municipal de Guayaquil
- Universidad de las Artes
- Monumento a Sucre, junto a las fuentes de la Gracia y la Gloria.[2]
- Monumento a la Fragua de Vulcano
- Museo Nahím Isaías[3]

El arquitecto que diseñó la plaza fue Douglas Dreher, y la desarrolladora del proyecto Ángela Saa.